# Hamlet 2
Hamlet 2 is een Amerikaanse komediefilm uit 2008, geregisseerd door Andrew Fleming en geproduceerd door Eric Eisner, Leonid Rozhetskin en Aaron Ryder. De hoofdrollen worden vertolkt door Steve Coogan, Catherine Keener en Amy Poehler.

## Verhaal
Dana Marschz (Steve Coogan) is dramadocent op een doodgewone middelbare school in een plaatsje in het zuidwesten van de Verenigde Staten. Hij besluit zich flink te onderscheiden en neemt zich voor een vervolg te schrijven op Hamlet, het wereldberoemde stuk van William Shakespeare. Met hulp van zijn leerlingen begint de onderneming zowaar een eigen leven te leiden in de media.

## Rolbezetting
| Acteur           | Personage         |
| ---------------- | ----------------- |
| Steve Coogan     | Dana Marschz      |
| Catherine Keener | Brie Marschz      |
| Amy Poehler      | Cricket Feldstein |
| David Arquette   | Gary              |
| Elisabeth Shue   | Haarzelf          |
| Marshall Bell    | Directeur Rocker  |
| Melonie Diaz     | Ivonne            |